# Jacques Lataste
Pour les articles homonymes, voir Lataste.
Jacques Lataste, né le 7 juin 1922 à La Grand-Combe et décédé le 10 novembre 2011 dans le 19e arrondissement de Paris, est un ancien escrimeur français.

## Biographie
Son professeur est M. Lacaze.
Le 19 avril 1942, il remporte le Critérium français de sabre de deuxième catégorie (face à Curiol).
Membre de l'équipe de France de fleuret, il fut à plusieurs reprises médaillé lors des Jeux olympiques.

## Palmarès

### Jeux olympiques
- Médaille d'or en fleuret par équipe aux Jeux olympiques d'été de 1948 aux côtés de Adrien Rommel, André Bonin, Christian d'Oriola, Jehan Buhan et René Bougnol.
- Médaille d'or en fleuret par équipe aux Jeux olympiques d'été de 1952 aux côtés de Adrien Rommel, Christian d'Oriola, Claude Netter, Jacques Noël et Jehan Buhan.
- Médaille d'argent en fleuret par équipe aux Jeux olympiques d'été de 1956.

### Autres titres
- Champion de France des étudiants au fleuret, en 1939 (à Montpellier)[2].
- Champion de l'académie de Paris au fleuret, en 1942.

## Distinctions
- Chevalier de la Légion d'honneur (décret du 13 juillet 2001)[3]